# Donjon
|  | Per a altres significats, vegeu «Donjon (còmic)». |

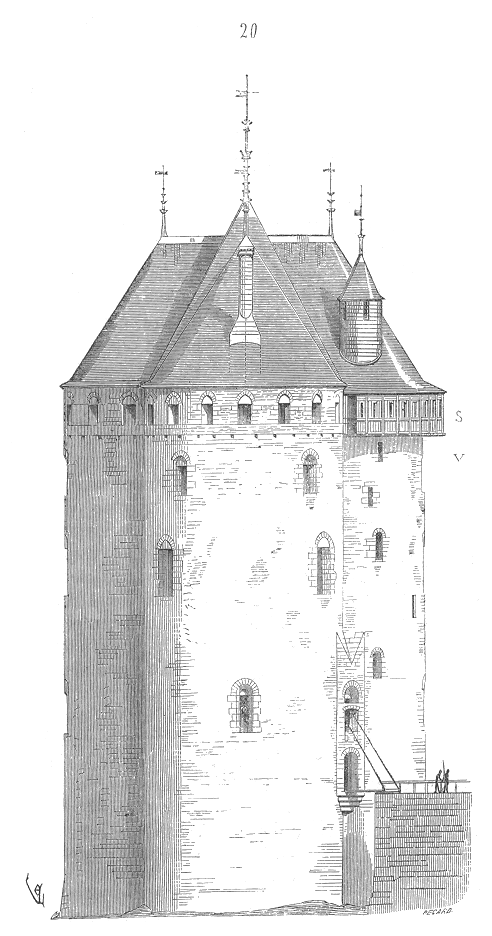
Donjon d'Étampes segons un dibuix de Eugène Viollet-le-Duc

El donjon (terme d'origen francès) és un element arquitectònic que pertany bàsicament al feudalisme. Sovint confosa amb la torre mestra o torre de l'homenatge no és el castellum romà, no és tampoc el refugi, la darrera defensa de la ciutadella de la primera època de l'edat mitjana. El donjon presideix les defenses del castell, tal com ho fa la torre mestra, però a diferència d'aquesta, també defensa els exteriors, i és independent del recinte de la fortalesa de l'edat mitjana, pel fet que sempre té una eixida pròpia al camp. Això és el que caracteritza essencialment el donjon i que el distingeix d'una torre. No hi ha pas castell feudal sense donjon, així com no hi havia, d'altra banda, vila fortificada sense castell, i com, a l'època moderna, no hi ha plaça forta sense ciutadella. Tota bona ciutadella ha de governar la ciutat i alhora ser independent de les seves defenses.

## Funció
Les guarnicions de l'edat mitjana tenien una defensa més que les nostres: foragitades de la ciutat, es retiraven al castell; si aquest era ocupat, aleshores es refugiaven al donjon; i encara podien tenir la sort de poder escapar-se del donjon si l'enemic hi entrava, fugint per l'eixida normalment camuflada, o passar per les fortificacions que l'envoltaven, a la nit, amb un cop d'audàcia. Però aquesta disposició del donjon associada a la fortalesa medieval no tenia com a objectiu resistir o fugir de l'enemic de l'exterior, sinó que era la conseqüència del sistema feudal. Un senyor, per molt poderós que fos, depenia sempre dels seus vassalls. En el moment de perill, aquests havien de respondre a la crida del senyor, tancar-se dins el castell i participar en la defensa; però sempre arribava el moment que la fidelitat d'aquests vassalls no era a tota prova. Sovint, l'enemic els posava de la seva banda; aleshores el senyor traït no tenia més refugi que el seu donjon, en el qual es tancava amb els seus. Com a darrer recurs, només li restava defensar-se fins al final, fugir o rendir-se.

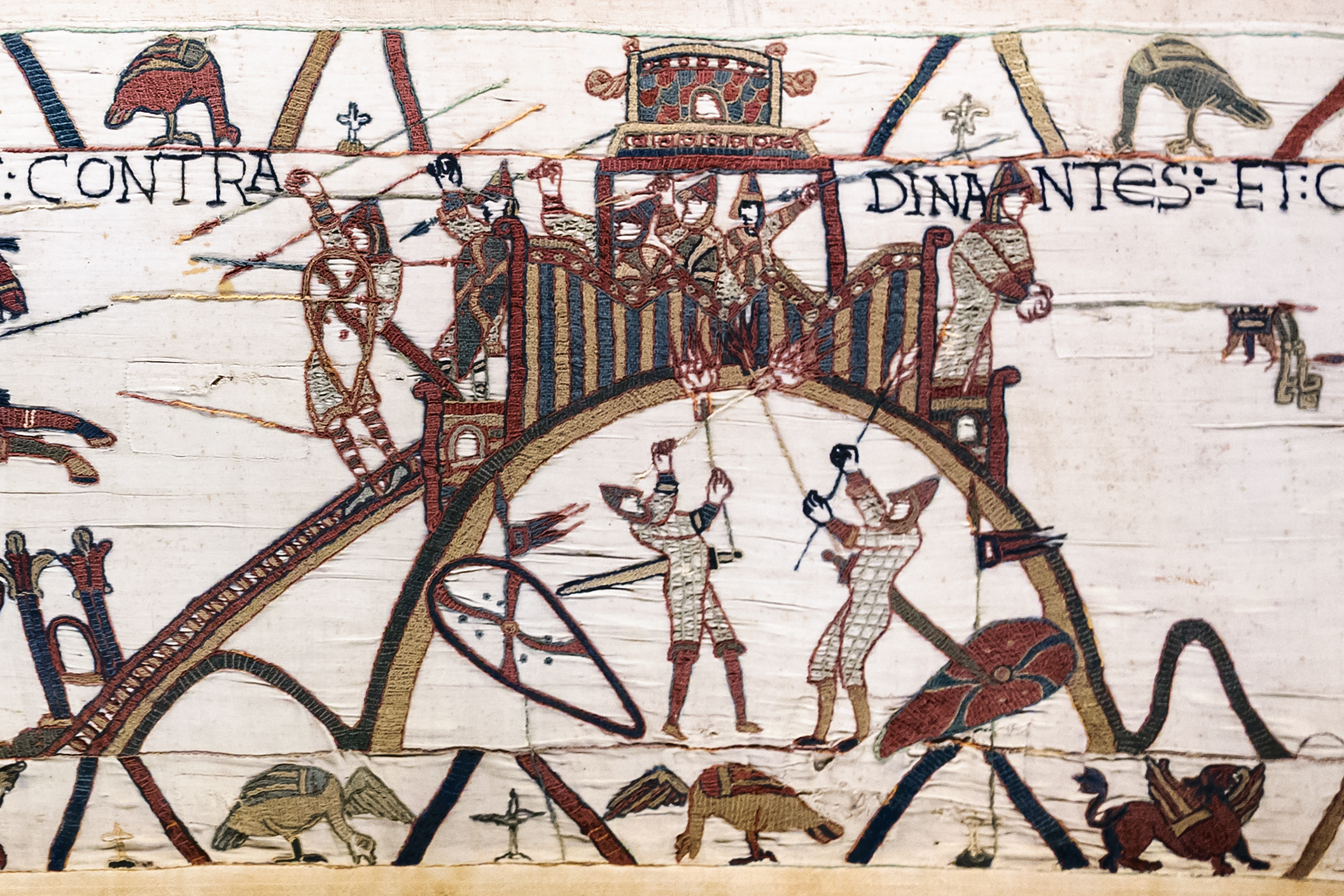
Donjon de Dinan (Tapís de Bayeux,)

## Estructura
El sistema de defensa de les places fortes, a l'època feudal, no era més que un seguit de mitjans acumulats per a la defensa, no sols contra un enemic declarat, sinó també contra les mateixes guarnicions. Per això l'estudi de les fortaleses d'aquesta època proporciona un gran nombre d'observacions interessants; la defensa fa la intel·ligència més aguda i ajuda a trobar solucions.
Si alguns castells tenien en conjunt una estructura molt semblant, els donjons, per contra, presenten una variació infinita pel que fa tant a la concepció general com als detalls defensius. En temps de pau, al donjon s'hi tancaven el tresor, les armes i els arxius familiars. El senyor hi vivia amb la seva família, a la planta noble, la primera. Com que no hi podia restar ell sol i defensar-se tot sol, s'envoltava d'un nombre de servents a sou, que s'hi tancaven amb ell. Des d'allà exercia una vigilància minuciosa sobre la guarnició i els voltants (perquè el donjon sempre està situat davant l'indret més feble de la fortalesa): els seus fidels i ell garantien el respecte dels vassalls i dels seus homes amuntegats dins l'habitatge; com que podien sortir a qualsevol moment i tornar a entrar per unes eixides camuflades i ben protegides, la guarnició no sabia quins eren els mitjans de defensa que hi havia, i naturalment el senyor procurava que hom els consideràs molt importants.

## Origen
L'origen de la construcció dels donjons fou la invasió normanda. Les villae merovíngies es devien assemblar prou a les villae romanes; però quan els normands es llançaren periòdicament sobre la part occidental del continent, els senyors, els monestirs, els reis i les poblacions mateix volgueren protegir els seus dominis amb una mena de blocaus de fusta bastits ran dels rius i, sempre que fos possible, en indrets amb defenses naturals. Aquestes fortificacions, en les quals per necessitat hom porta els béns més valuosos, estaven envoltades de trinxeres més o menys grosses, formades per un pendent natural o una mota o turó artificial, coronades per una palissada i defensades per un vall. Els normands, per la seva banda, quan van adoptar el costum de descendir fins a les costes de la Gàl·lia i de pujar pels rius, establiren, en algunes illes prop de les desembocadures, o dalt de promontoris, camps amb defenses amb una fortificació a fi de guardar-hi el botí dels atacs i protegir els vaixells amarrats. És també a les contrades que foren més atacades pels normands que es troben els donjons més antics, i aquestes fortaleses primitives es troben construïdes normalment amb una planta rectangular que forma un paral·lelogram dividit de vegades en dues parts.

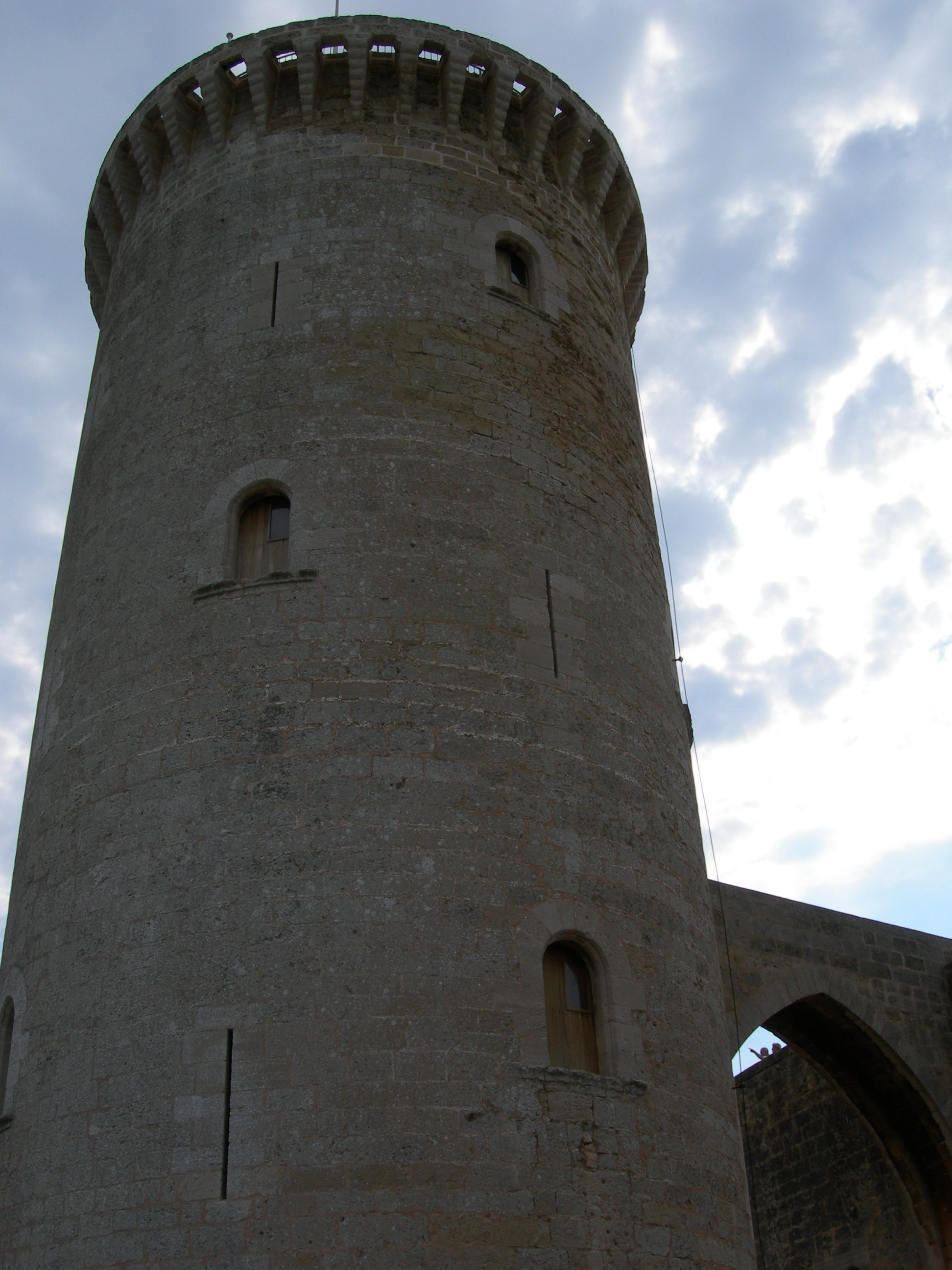
La torre Mestra o Major del castell de Bellver

## Donjon del castell de Bellver
Un exemple de donjon als Països Catalans és la torre del castell de Bellver, a Palma. Té dos portals, tots dos amb un pont originalment llevadís per passar el vall: un des de la terrada del castell, actualment per un arc ogival, i un altre per la planta baixa, per poder fugir. La torre protegeix l'entrada principal del castell, juntament amb la barbacana. Podia fer funcions residencials, atès que té quatre plantes i una cisterna. L'alçada és de 25m sense comptar el talús. Està protegida per un vall, un revellí i un contravall i coronada per un matacà, del qual es conserven els permòdols.